# Gare de Páli-Vadosfa
La gare de Páli-Vadosfa (en hongrois : Páli-Vadosfa vasútállomás) est une halte ferroviaire hongroise, située à Vadosfa.